# Edward Collingwood
Edward Foyle Collingwood (Alnwick, 17 de janeiro de 1900 — Alnwick, 25 de outubro de 1970) foi um matemático britânico. Envolveu-se principalmente com análise complexa.
Collingwood é originário de uma família de tradição no exército e na marinha (o irmão de seu bisavô foi Cuthbert Collingwood, seu pai comandou como coronel em 1898 os fuzileiros de Lancashire na Batalha de Ondurmã comandada por Horatio Herbert Kitchener), tendo iniciado a carreira na marinha. Frequentou o "Royal Naval College" em Osborne na Ilha de Wight e o "Dartmouth Royal Naval College", antes de entrar na Marinha Real Britânica. Na Primeira Guerra Mundial servia a bordo do HMS Collingwood, mas após um acidente em 1916 teve de abandonar o serviço militar, pouco antes da Batalha da Jutlândia.
A partir de 1918 estudou matemática no Trinity College da Universidade de Cambridge, aluno de Godfrey Harold Hardy e John Edensor Littlewood.

## Obras
- com A. J. Lohwater The theory of cluster sets, Cambridge University Press, 1966.